# 鄭菜基
鄭菜基（チョン・チェギ、朝鮮語:정채기、1962年 - ）は、韓国の大学教授兼教育学者、男性主義の活動家である。1992年に韓国に初めて男性主義運動を紹介した。
1962年全羅南道光陽郡津上面に生まれる。麗水に移住し、成長し、順天高校を卒業した。その後、木浦大学を経て建国大学校教育を卒業した。1993年建国大学校大学院に進学、大学院在学中建国大学教育との講師として出講した。1990年初めから日本男性学会と米国の男性学会に参加し、活動しており、米国の男性学会の正会員となった。以後、日本とアメリカの男性主義運動、男性学の研究活動に参加しました。1994年、彼は韓国に初の男性主義運動、男性学を紹介した。 1997年の韓国男性学研究会を組織し、1999年に韓国男性協議会の創立に参加した。
1999年10月から韓国の軍加算点廃止に反対する活動をしている。2004年には、戸主制も廃止に参加した。

## 著書
- 男性学と男性運動
- 教育心理学（2003年）
- 異常心理学（2003年）
- 男性にもの人である（1998年）
- 父のリーダーシップ（2010年）
- フェミニズムの男性学科の男性運動（2007年）
- 生涯教育の理論と実際（1996年）
- 男性学と男性運動（2000年） 共著
- 男性運動の理論と実際
- 父の学校